# Зеебах, Карл
Карл Зеебах (1912—2007) — немецкий математик.
В 1938 году защитил диссертацию по теме «О расширении области определения дифференцируемых функций» под руководством Титце и Зоммерфельда. Преподавал математику в гимназии Марии-Терезии и в педагогическом колледже Мюнхена.
С 1977 по 1981 был заведующим кафедрой математической дидактики в Мюнхенском университете. В декабре 1995 получил статус почётного ординарного профессора (нем. emeritierter Ordinarius), который имел до самой смерти в июле 2007.

## Книги и публикации
Зеебах был автором книг и учебных пособий по математике для гимназий:
- Josef Breuer, Paul Knabe, Josef Lauter, Karl Seebach, and Klaus Wigand Handbuch der Schulmatematik: Band 2 Algebra (Hermann Schroedel)
- Johannes Blume, Gerhard Frey, Heinrich Gall, Paul Knabe, Paul Mönnig, Karl Seebach, and Klaus Wigand Handbuch der Schulmathematik: Band 5 Einzelfragen der Mathematik (Hermann Schroedel)
- Ludwig Schecher and Karl Seebach Einführung in die Mathematik. Bd. 1 (Schmidt, 1950)
- Karl Seebach and Reinhold Federle Vorschläge zum Aufbau der Analytischen Geometrie in vektorieller Behandlung (Ehrenwirth, 1965)
- Friedrich Barth, Karl Seebach, and Ernst Winkler Vorschläge zur Behandlung der geometrischen Abbildungen in der Ebene (Ehrenwirth, 1968)
- Karl Seebach and Edmund Kösel Arbeitsblätter zum Lehrerkolleg. Hauptschule. Schuljahr 9. H. 3. Mathematik, Physik, Chemie (TR-Verlagsunion, 1969)